# Уильямс, Бернард (философ)
Сэр Бернард Артур Оуэн Уильямс (англ. Sir Bernard Arthur Owen Williams; 21 сентября 1929 — 10 июня 2003) — английский философ, представитель моральной философии. Журнал «Таймс» назвал его «самым блестящим и самым важным представителем моральной философии в Англии его времени». В 1999 году посвящён в рыцари.

## Биография
Уильямс родился в Уэстклифф-он-Си (графство Эссекс) и был единственным ребёнком в семье государственного служащего. Прошёл обучение в школе Чигуелл и сдал последний экзамен на степень бакалавра гуманитарных наук в оксфордском колледже Баллиол (Balliol college), который окончил с отличием в 1951 году,, после чего год служил в королевских ВВС, летая на истребителе Спитфайтере в Канаду.
Находясь в отпуске в Нью-Йорке, Уильямс встретил свою будущую жену, Ширли Бриттэйн-Кэтлин — дочь политолога и философа Джорджа Кэтлин и писательницы-романистки Веры Бриттэйн; Ширли в то время училась в Колумбийском университете. В возрасте 22 лет, после получения призовой стипендии в оксфордском Колледже Всех Душ (All Souls College, Oxford), в 1951 году Уильямс с Ширли вернулся в Англию, где Уильямсу предложили должность. В 1955 году молодые люди поженились.
Занимая позиции профессора философии имени Найтсбриджа в Кембриджском университете и профессора философии имени Дойча в Калифорнийском университете в Беркли, Уильямс приобрёл мировую известность за свои попытки переориентировать изучение моральной философии в направлении истории и культуры, политики и психологии, в особенности греческой. Уильямса характеризовали как аналитического философа с душой гуманиста. Сам же он видел себя синтезистом, соединяющим воедино идеи направлений, которые казалось невозможным соединить друг с другом. Он отвергал сциентизм, а также научный или эволюционный редукционизм, называя «внутренне лишенных воображения» редукционистов «людьми, которые мне действительно неприятны». Для Уильямса сложность (complexity) как феномен была значительна, прекрасна и не сводима к упрощению.
Как отмечал работавший под его руководством над докторской диссертацией Джонатан Сакс, Уильямс «был очень последовательным, категорическим атеистом… Однако его видение было фундаментально трагическим. Он действительно полагал, что жизнь не имеет никакого смысла».
Уильямс был известен как поборник прав женщин в научном сообществе. Он видел в женщине возможность соединения разума и эмоций, что, по мнению Уильямса, ускользало от аналитической философии. Американский философ Марта Нуссбаум говорила, что он был «так близок к тому, чтобы быть феминистом, как только мог быть к этому близок влиятельный мужчина его поколения». Уильямс был острословом и язвительным собеседником. Оксфордский философ Гилберт Райл однажды сказал о нём, что Уильямс «понимал то, что вы собираетесь сказать, лучше, чем вы сами понимали себя, и видел все возможные возражения и все возможные ответы на эти возражения ещё до того, как вы завершали своё предложение».

## Научное наследие
В список его публикаций входят «Проблемы личности/самости» Problems of the Self (1973), «Моральная удача» Moral Luck (1981), «Этика и пределы философии» Ethics and the Limits of Philosophy (1985), а также «Правда и правдивость» Truth and Truthfulness (2002).
Уильямс ввел в обращение такое важное понятие как моральные издержки. Понятие используется во многих областях, включая политику, этику, и экономику.

## На русском языке
- Мораль — специфический институт // Логос. № 1 (64), 2008. — С. 149—173.
- Политика и нравственная личность // Мораль в политике / Под ред. Б. К. Капустина. — М.: КДУ, 2004.
- От «свободы вообще» к политической свободе // История философии, № 15. — М., 2010. — С. 111—129.